# Нина
Ни́на — женское имя неясной этимологии. Возможно, оно пришло в Россию из Грузии (в Грузии произносится как Нино), но имеет более старинное происхождение и, по одной из версий, переводится как ‘царица’.
Также «Нина» — это сокращённая форма нескольких имён (Антонина, Нинель и др.), причём не только женских, но и мужских (Сатурнин).

## Происхождение
Нин («госпожа») — в шумерском языке элемент имён богинь и богов, в частности с этого слога начинаются некоторые эпитеты Инанны. Геродот передаёт название города Ниневия, столицы Новоассирийской империи, как Нинос.
В армянском языке соответствует — Նունէ [Nunē], грузинском варианте — ნინო [Nino]. Святая Нина (Нино), просветительница Грузии, почитается во всех православных церквях, но особой популярностью всегда пользовалась в Закавказье. В дореволюционной России среди русских женщин имя встречалось редко (хотя и упоминалось в Святцах), взлёт популярности имени связан с периодом правления Сталина, грузина по национальности, хотя конкретные причины этой популярности неясны.

## Именины
- Православные 14 (27) января, 1 (14) мая, 6 (19) ноября[7]
- Католические: 15 декабря

## Носительницы
- Святая Нина — равноапостольная, память 27 января.
- Нина (Кузнецова) — мученица, память 14 мая.
- Нина (Шувалова) (1866—1937) — инокиня Русской православной церкви, преподобномученица.